# Gabriel de Sclafanatis
Gabriel de Sclafanatis, francisation de Gabriele Schiaffinati (né à Parme et mort à Gap le 11 novembre 1526)  est un ecclésiastique italien qui fut évêque de Gap de 1484 à 1526.

## Biographie
Après la mort de l'évêque Gaucher de Forcalquier, le chapitre de chanoines élit Thibaud de La Tour d'Auvergne fils naturel de Bertrand V de La Tour d'Auvergne comte d'Auvergne et de Boulogne. Le pape Innocent VIII refuse de confirmer ce choix et impose un prélat issu d'une famille originaire du milanais mais né à Parme Gabriele Schiaffinati dont le nom sera francisé en de Sclafanatis et qui est le neveu du cardinal Giovanni Giacomo Schiaffinati l'évêque de Parme. Le pape lui délivre le 5 octobre 1484 une lettre de recommandation confirmée par les cardinaux le 22 décembre suivant. L'élection de Thibaud est formellement annulée en septembre 1486 et Gabriel de Sclafanatis est nommé prévôt de l'Église métropolitain d'Arles. La contestations entre les deux prétendants au siège épiscopal dure une dizaine d'années et se termine après qu'en 1492  Thibaud de La Tour obtienne l'évêché de Sisteron et que l'évêque de Gap prenne possession de son diocèse le 22 avril 1495. Le nouvel évêque doit ensuite faire fasse aux intrusions des officiers royaux qui tentent d'inclure son diocèse dans le Dauphiné ; il s'oppose en vain à Jean de Matheron, procureur général du Dauphiné et il doit finalement rendre l'hommage au « Roi de France-Dauphin » le 19 juillet 1512. Gabriel de Sclafanatis meurt à Gap le 11 novembre 1526.